# Meliola cyathodis
Meliola cyathodis är en svampart som beskrevs av Hansf. 1946. Meliola cyathodis ingår i släktet Meliola och familjen Meliolaceae.   Inga underarter finns listade i Catalogue of Life.